# Hatumia cobosi
Hatumia cobosi is een slakkensoort uit de familie van de Trissexodontidae. De wetenschappelijke naam van de soort is voor het eerst geldig gepubliceerd in 1962 door Ortiz de Zarate Lopez.